# Die Berliner Antigone
Die Berliner Antigone ist eine Novelle von Rolf Hochhuth. Sie greift ebenso wie das Drama Antigone von Sophokles die Sage der mythologischen Figur Antigone auf, die gegen die geltenden Gesetze ihren Bruder bestattet. Das Werk wurde in der Frankfurter Allgemeinen Zeitung vom 20. April 1963 erstveröffentlicht und erschien 1964 mit zehn Zeichnungen von Werner Klemke in Buchform. 1968 wurde es für das westdeutsche und für das ungarische Fernsehen verfilmt.

## Hintergrund
Der historische Hintergrund der Erzählung ist die Überstellung von 269 hingerichteten Frauen an die Berliner Anatomie in den Jahren 1939–1945. Die Leichen wurden zu Versuchszwecken missbraucht.
Das Werk enthält auch die Widmung „Für Marianne“; Marianne ist Hochhuths erste Frau und die Tochter von Rose Schlösinger, die Mitglied in einer sozialistischen, antifaschistischen Widerstandsgruppe (Rote Kapelle) war. Sie wurde 1943 für ihren Widerstand durch Enthauptung hingerichtet. Das Schicksal Rose Schlösingers bildet den biographischen Hintergrund der fiktiven Erzählung „Die Berliner Antigone“.

## Inhalt
Die Protagonistin der Novelle ist Anne; sie wird angeklagt, weil sie die Leiche ihres Bruders in einer Brandnacht aus der Anatomie entwendet hat, um ihn auf dem Invalidenfriedhof zu bestatten.
Anne wird dem Generalrichter unterstellt. Allerdings hat sie sich mit seinem Sohn Bodo gegen sein Einverständnis vor ihrer Tat verlobt.
Bodo versucht, bei seinem Vater die Freisprechung Annes zu erreichen und sie so zu retten; als Richter kann nur er die Verlobte seines Sohnes vor der Hinrichtung bewahren. Vater und Sohn geraten in einen Konflikt; schließlich erschießt sich Bodo in einem russischen Bauernhaus in dem Glauben, dass Anne schon tot sei.
Zunächst versucht der Generalrichter jedoch, Anne durch alle ihm möglichen Mittel vor ihrem Tod zu bewahren. Dabei macht er sich aber für andere Organe des NS-Regimes verdächtig; der Staatsanwalt wird auf seine doch sehr mildernde Argumentation bezüglich Annes Tat aufmerksam. Dennoch hat er zu viel Respekt vor dem Generalrichter und er bleibt unbehelligt.
Anne allerdings scheint die Versuche ihres zukünftigen Schwiegervaters nicht wahrzunehmen und geht auf all seine Versuche, ihr entgegenzukommen, nicht ein. Sie hüllt sich über die von ihr allein vollzogene Bestattung in Schweigen und reagiert weder auf Vorwürfe von Mittätern noch auf Fristen, die ihr vierundzwanzig Stunden Bedenkzeit einräumen.
Sie ist in ihrer Angst und Ausweglosigkeit gefangen; als sie von Bodos Suizid erfährt, verliert sie jegliche Hoffnung, so dass sie auch mit dem Gedanken spielt, sich umzubringen. Sie versteckt eine Glasscherbe unter ihrem Kopftuch, welche aber von der Gefängnisaufseherin gefunden und beschlagnahmt wird.
Annes Gnadengesuch wird abgelehnt und sie wird von einem Henker brutal hingerichtet.
In einem Nachtrag wird von der ebenso grausamen Hinrichtung der Hitler-Attentäter des 20. Juli 1944 berichtet, welche gefilmt und als Belustigung in der Reichskanzlei gezeigt wurde. Dabei soll selbst Propagandaminister Goebbels „sich mehrmals die Hand vor die Augen“ gehalten haben.

## Sprache und Stil
Die Novelle ist in einem sehr sachlichen, nüchternen Stil verfasst, so dass sie eher wie eine Chronik wirkt.
Zudem übernimmt Hochhuth den Sprachgebrauch des NS-Regimes (sowohl in direkter als auch in indirekter Rede), um auf die Menschen verachtende Ideologie dieses Machtsystems hinzuweisen.

### Motiv Abschiedsbrief
Der Abschiedsbrief, den Anne an Bodo schreibt, spiegelt die seelischen Anstrengungen wider, denen Anne ausgesetzt ist, um dem Tod standzuhalten. Durch den Brief ist ein ruhiger Abschied von Bodo möglich. Gleichzeitig ist er Grund für den tragischen Ausgang der Novelle. Weil Bodo den Brief liest, bringt er sich um, obwohl Anne aufgrund einer verlängerten Bedenkzeit noch nicht hingerichtet wurde.

### Motiv Apostelgeschichte 5,29
Mehrmals taucht bei Annes Überlegungen das Chiffre Apostelgeschichte 5, 29 auf. Petrus formuliert hier einen Handlungsgrundsatz vor dem Hohen Rat in Jerusalem: „Man muss Gott mehr gehorchen als den Menschen“ (Apg 5,29 ). In Anne werden auf diese Weise Gedanken über die An- oder Abwesenheit eines Gottes ausgelöst. Sie beschäftigt sich damit, ob es einen Gott gibt, der ihre Handlung – also die Entwendung der Leiche des Bruders – legitimieren kann. Weiterhin spielt die Theodizeefrage eine große Rolle: Warum lässt ein allmächtiger fürsorglicher Gott Leid wie Anne es erlebt zu? Den Inhalt dieser Textstelle kennt Anne nicht. Das spiegelt ihre Ungewissheit bezüglich der Existenz Gottes wider.
Hochhuth richtet sich damit direkt an den Leser und fordert ihn auf, sich zu der ethischen Dimension der Handlung zu positionieren.

### Motiv Hitlerbüste

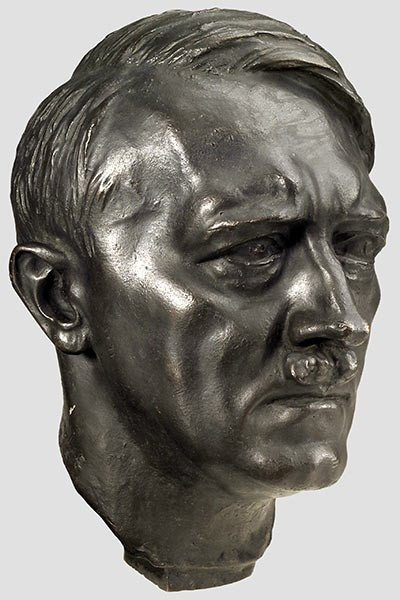
Hitler-Skulptur von Arno Breker, 1938

Im Verhandlungssaal des Gerichtes befindet sich eine Hitlerbüste. Ständig präsent wacht Hitler über den Prozess. Hitler wird so zur dramatischen Figur, die aber nur passiv handelt. Er ist die gesetzgebende Gewalt, die hinter den Entscheidungen des Generalrichters steckt. Weil er keiner Kritik unterworfen ist, verstärkt sich der Eindruck eines endgültigen und absoluten Urteils im NS-Unrechtssystem.

## Struktureller Aufbau
Die Novelle von Hochhuth weist den typischen Spannungsbogen eines Dramas (Fünf-Akt-Schema nach Gustav Freytag) auf.

## Fernsehspiele
Die Novelle wurde 1968 vom ZDF als Fernsehspiel verfilmt, das Drehbuch erstellte Leopold Ahlsen. Regie führte Rainer Wolffhardt, die Erstsendung war am 24. November 1968. Die Rolle der Anne Hofmann spielte Donata Höffer, während Dieter Borsche als Dr. Hellmer und Peter Kappner als Bodo Hellmer auftraten. Das Drehbuch mit Szenenfotos erschien 1980 – zusammen mit der Novelle – im Verlag Ferdinand Schöningh.
Ein weiteres Fernsehspiel entstand im gleichen Jahr unter der Regie László Nemeres für das ungarische Fernsehen (Az élö Antigoné).